# Age of Empires Online
Age of Empires Online (abreviado como AoEO) foi um jogo de estratégia em tempo real para o computador que foi desenvolvido pela Robot Entertainment. O jogo, que está em processo de vendas, foi primeiramente anunciado no GamesCom de 2010 e espera-se que sejá  exclusivamente por distribuição digital. Este é o primeiro jogo da Robot Entertainment, empresa criada pelo antigo fundador da Ensemble Studios, criadora original da série Age of Empires e Halo Wars. O preço para adquirir o jogo ainda será anunciado, mas a versão Beta é gratuita e pode ser acessada após se inscrever em uma página específica e ser chamado.
Age of Empires Online será publicado pela Microsoft e será o primeiro jogo da série Age of Empires exclusivo para o Games for Windows - Live. De acordo com o FAQ oficial presente no site, o jogo estará disponível para descarregar somente no Game for Windows - Live, sendo um dos requisitos para poder acessar a versão Beta do jogo "ter um gamertag que possa conectar com o Xbox LIVE e com o Game for Windows - Live".

## Jogabilidade

Uma batalha entre duas facções no jogo

Age of Empires Online possui a jogabilidade padrão dos jogos anteriores, com a adição de uma cidade capital persistente, que cresce mesmo quando o jogador está offline. Outras diferenças são as missões entre multi jogadores, comércio e um sistema de níveis que permitirá cada jogador evoluir no seu próprio ritmo. Assim como nas versões anteriores, o jogador poderá realizar melhorias nas armaduras e armas de seus soldados e outras unidades, que servirão apenas para a atual seção de jogo.
O jogo continuará com as unidades básicas que formam o triângulo de estratégia: arqueiros possuem vantagem sobre a infantaria, esta possui vantagens sobre a cavalaria que, por sua vez, possui vantagens sobre os arqueiros. Outra característica mantida na jogabilidade são os quatro recursos básicos possíveis de se adquirir ao longo de uma partida, incluindo ouro, madeira e comida.